# Metodo Schulze
Il metodo Schulze è un sistema di valutazione dei voti sviluppato nel 1997 da Markus Schulze che seleziona un singolo vincitore utilizzando i voti di preferenza. Il metodo può anche essere utilizzato per creare una lista di vincitori. Il metodo Schulze è anche conosciuto come Schwartz Sequential Dropping (SSD), Cloneproof Schwartz Sequential Dropping (CSSD), Beatpath Method, Beatpath Winner, Path Voting, e Path Winner.
È considerato una variante del metodo di Condorcet.
Il metodo Schulze è uno dei più diffusi metodi di Condorcet.
Nel 2011, Schulze ha pubblicato il metodo nella rivista accademica Social Choice and Welfare.
Il metodo Schulze è utilizzato da numerose organizzazioni incluse Software in the Public Interest (2003), Debian (2003), Gentoo (2005), Wikimedia (2008), KDE (2008) e Free Software Foundation Europe (2008), Partito Pirata Svedese (2008), Partito Pirata Tedesco (2010), Partito Pirata Italiano (2011), Podemos (2014)

## Descrizione del metodo

### Voto

Esempio di voto preferenziale

Il metodo di voto per il metodo Schulze è lo stesso di altri metodi elettorali preferenziali: ogni votante deve fornire una lista ordinata di preferenze per i candidati.
Un modo diffuso per indicare le proprie preferenze sulla scheda elettorale è il seguente. Ogni scheda elenca tutti i candidati, e ciascun votante ordina questa lista per preferenza, utilizzando dei numeri: "1" per il candidato (o anche più d'uno) preferito, "2" per il secondo candidato preferito e così via. Ogni votante può:
- Assegnare la stessa preferenza a più di un candidato.
- Utilizzare numeri non consecutivi per esprimere le preferenze; ciò non ha impatto sul risultato dell'elezione, in quanto non vengono considerati i valori delle preferenze ma il loro ordine.
- Lasciare alcuni candidati non ordinati. Quando un votante non elenca tutti i candidati, la scelta viene interpretata come se (a) il votante preferisca tutti i candidati per cui ha espresso una preferenza a quelli che non ha messo in ordine; (b) sia indifferente riguardo a tutti i candidati per i quali non ha espresso preferenze.

Si consiglia di esprimere una preferenza numerica per ciascun candidato al fine di evitare inutili interpretazioni circa le preferenze del votante.
Si consiglia di dare una preferenza numerica a tutti i candidati al fine di evitare successive discussioni circa l'applicazione della versione a) o quella b).

### Esempio di voto
Vediamo qualche esempio, per capire come il Metodo Schulze può essere applicato nelle votazioni per delle elezioni di candidati (a una carica qualsiasi), oppure per approvare mozioni (o leggi, regolamenti, indirizzi,...).
Finché si tratta di votare l'approvazione di un singolo candidato/mozione, di fatto il metodo non è applicato, e non si presentano evidenti differenze con i metodi di voto tradizionali. Si può pertanto esprimere:
- approvazione (SI);
- astensione (astenuto);
- disapprovazione (NO).

Ma quando si tratta di applicare il voto tra due (o più) candidati/mozioni (es. "A" e "B"), le cose cambiano; essendo un metodo preferenziale, il voto consiste nello stilare una "classifica", posizionando i candidati/mozioni secondo le personali preferenze.
Nel caso più semplice (due opzioni) si può esprimere:
- astensione su A e B;
- approvazione sia di A sia di B;
- disapprovazione sia di A sia di B;
- A approvo, B disapprovo;
- A approvo, B astensione;
- A approvo, ma B meglio di A;
- A disapprovo, ma B peggio di A;
- ....e combinazioni.

Con l'aumentare delle opzioni votabili (tre, quattro,...) la lista può allungarsi, comprendendo opzioni giudicate sullo stesso piano; ad esempio ordinando la lista così:
```
A > B > C e D > E e F > G
```

### Esempio di risultato
Terminato il voto ed eseguiti i calcoli, viene stilato il risultato in forma di classifica. Nel semplice caso trattato, i risultati possono essere:
- A e B ugualmente disapprovate;
- A approvata, B disapprovata;
- A e B ugualmente approvate;
- A e B approvate, ma A è meglio di B (A vince B);
- A e B disapprovate, ma A è peggio di B.

Il metodo stila la classifica in base alle proposte che meglio soddisfano la maggioranza dei votanti.

## Semplici esempi
Di seguito vengono proposti due casi interessanti, che evidenziano le dinamiche di voto del Metodo Shulze e la particolarità della logica che sta dietro alle varie varianti del Metodo di voto di Condorcet.

### Caso 1
Poniamo un semplice caso: una votazione tra 4 candidati ("A","B","C" e "D"), con 5 votanti ("1","2","3","4" e "5"). Ai votanti è stata chiesta una "lista di preferenza", invece del classico voto uninominale.
A termine votazioni le liste di preferenza appaiono così (per ogni votante):
1. A > B > C > D;
2. A > B > D > C;
3. D > C > B > A;
4. B > C > D > A;
5. C > B > D > A.

Se si fosse votato con l'uninominale secco (first-past-the-post), si otterrebbe come vincitore il candidato "A" (2 voti contro 1 degli altri); ma con il paradosso che il vincitore sarebbe stato il meno gradito alla maggioranza dei votanti (sgradito dal 60% e gradito dal 40%).
Il Metodo Schulze si basa sul conteggio delle preferenze complessive tra i candidati:
"A" è preferito sugli altri candidati:
- 3 volte per il votante "1" (A>B, A>C e A>D);
- 3 volte per "2" (A>B, A>D e A>C);
- 0 volte per "3" (D>A, C>A e B>A);
- 0 volte per "4" (B>A, C>A e D>A);
- 0 volte per "5" (C>A, B>A e D>A).

Il candidato "A" totalizza 6 preferenze sugli altri candidati. Ripetendo il procedimento per gli altri candidati otterremmo:
- "A", 6 preferenze complessive;
- "B", 2 (votante "1") + 2 (votante "2") + 1 (votante "3") + 3 (votante "4") + 2 (votante "5") = 10 preferenze complessive;
- "C", 1 (votante "1") + 0 (votante "2") + 2 (votante "3") + 2 (votante "4") + 3 (votante "5") = 8 preferenze complessive;
- "D", 0 (votante "1") + 1 (votante "2") + 3 (votante "3") + 1 (votante "4") + 1 (votante "5") = 6 preferenze complessive.

Il risultato del voto sarà pertanto:
```
B > C > A e D
```

Il candidato "B" risulta il più gradito (o il meno sgradito) dalla maggioranza dei votanti. In effetti risulta 1 volta prima scelta e 3 volte seconda scelta, sopra la media 4 volte su 5.

### Caso 2
Proponiamo ora un caso molto interessante: stessa semplice situazione dell'esempio precedente (4 candidati e 5 votanti) ma con i seguenti risultati di voto:
1. A > B > C > D;
2. A > B > C > D;
3. A > B > C > D;
4. C > B > D > A;
5. C > B > D > A.

Con l'uninominale secco, "A" otterrebbe la maggioranza assoluta, con il 60 % del gradimento, ma con un 40% di votanti che lo trovano sgraditissimo (ultima scelta).
Utilizzando il Metodo Schulze otterremmo:
- "A", 9 preferenze complessive;
- "B", 10 preferenze complessive;
- "C", 9 preferenze complessive;
- "D", 2 preferenze complessive.

Il risultato del voto sarà pertanto:
```
B > A e C > D
```

Il candidato "B" risulta comunque il più gradito (o il meno sgradito) dalla maggioranza dei votanti. Risulta 5 volte seconda scelta, ma non inviso a nessuno (sopra la media 5 volte su 5).

## Software
Il metodo Schulze è usato da alcune piattaforme di e-democracy quali Liquid Feedback, software opensource gratuito utilizzato da diversi Partiti Pirata, Parelon e Agoravoting, utilizzato dal partito politico spagnolo Podemos.